# Gare de Dax
La gare de Dax est une gare ferroviaire française située sur la commune de Dax, sous-préfecture du département des Landes, en région Nouvelle-Aquitaine.

## Situation ferroviaire
Établie à 8 mètres d'altitude, la gare de bifurcation de Dax est située au point kilométrique (PK) 147,459 de la ligne de Bordeaux-Saint-Jean à Irun et au PK 300,572 de la ligne de Puyoô à Dax. Elle est également l'origine de la ligne de Dax à Mont-de-Marsan partiellement déclassée.

## Histoire
Si en 1790, Dax n'est pas retenue en tant que préfecture du département, la ville est désignée en 1854 en accueillant la gare. Profitant de la présence du couple impérial à Biarritz (Napoléon III et Eugénie), le maire écrit à l'Empereur pour lui demander de bien vouloir inaugurer la gare en grande pompe. Retenu pour des affaires d'État (guerre de Crimée), Napoléon III ne peut être présent[réf. nécessaire]. En revanche, l'Impératrice arrive de Biarritz en calèche, et inaugure ainsi la gare devant près de 8 000 personnes et monte dans le premier train à destination de Bordeaux,.

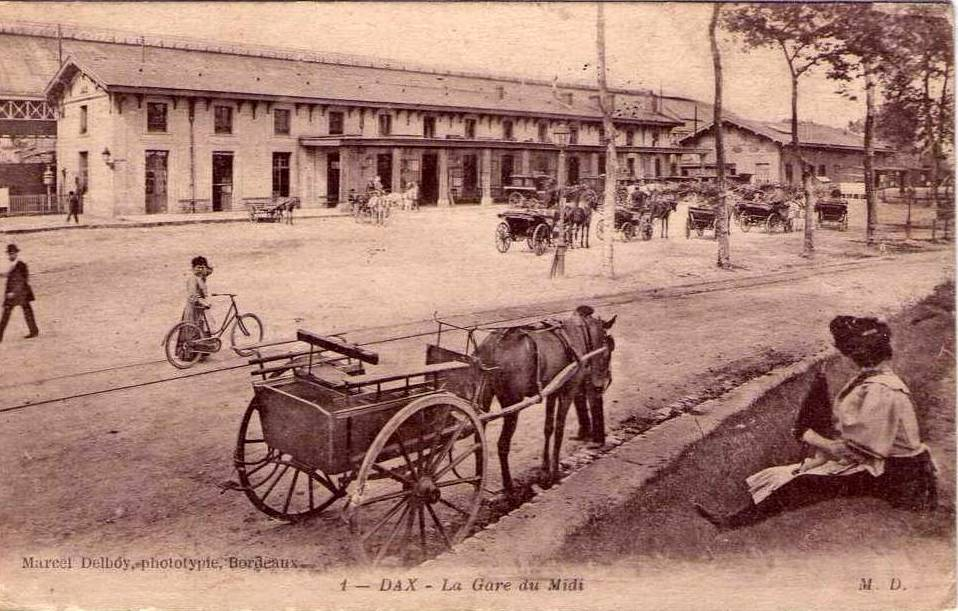
La gare au début du XXe siècle

La physionomie de la gare a beaucoup évolué au fil du temps (agrandissement de la salle des pas perdus, des quais, disparition des hangars du Sernam, développement des transports par autocar etc.)

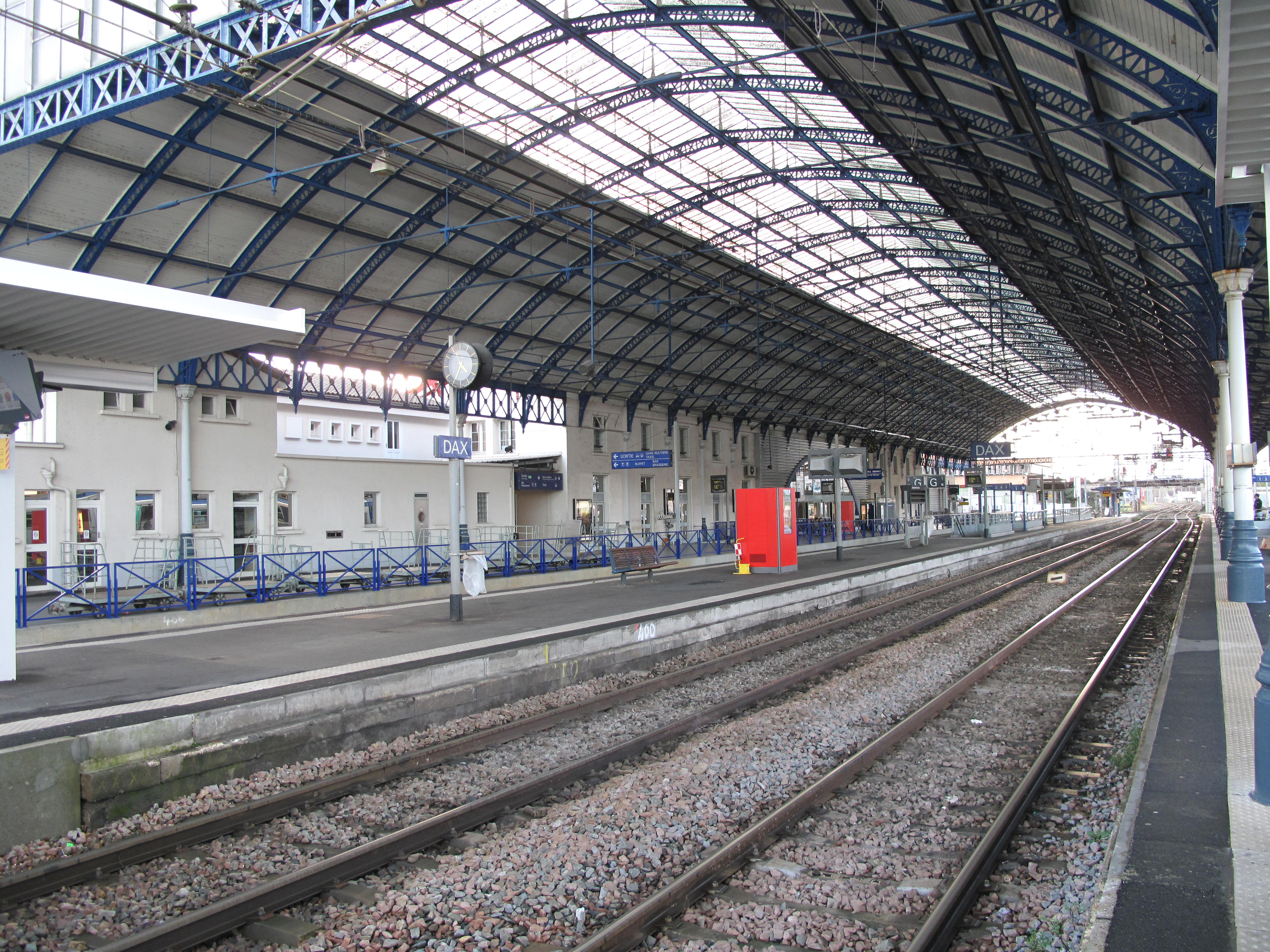
La halle métallique

En 2014, la gare de Dax est aménagée en pôle d'échange multimodal (PEM) après de nombreux travaux.

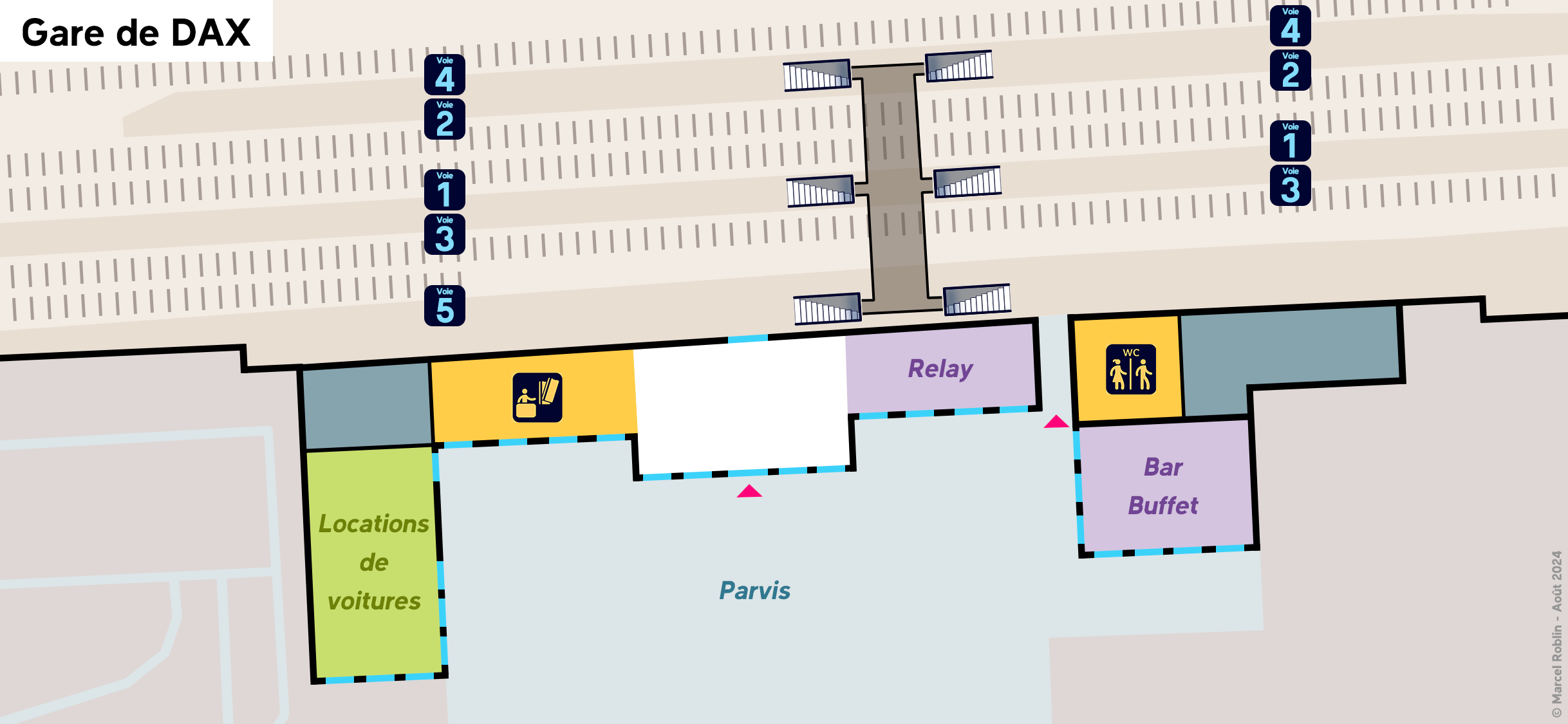
Plan de la gare de Dax

### Fréquentation
En 2016, selon les estimations de la SNCF, la fréquentation annuelle de la gare était de 874 024 voyageurs.
En 2019, selon les estimations de la SNCF, la fréquentation annuelle de la gare était de 931 979 voyageurs contre 864 607 en 2018.
| Année                      | 2015      | 2016      | 2017      | 2018      | 2019      | 2020    | 2021      | 2022      | 2023      | 2024      |
| -------------------------- | --------- | --------- | --------- | --------- | --------- | ------- | --------- | --------- | --------- | --------- |
| Voyageurs seuls            | 897 314   | 874 024   | 930 600   | 864 607   | 931 979   | 635 982 | 967 004   | 1 175 632 | 1 262 676 | 1 366 366 |
| Voyageurs et non voyageurs | 1 121 643 | 1 092 530 | 1 163 250 | 1 080 759 | 1 164 973 | 794 978 | 1 208 755 | 1 469 540 | 1 578 345 | 1 707 958 |

## Service des voyageurs

### Desserte
La gare est desservie par des TGV, sur Paris - Hendaye ou Tarbes, des Intercités de nuit, sur Paris - Tarbes - Hendaye (en été), et des TER Nouvelle-Aquitaine.

### Intermodalité
De nombreuses lignes de bus urbains et interurbains sont en correspondance au sein de la même plateforme (accès sécurisés, écrans d'information, pistes cyclables, accès taxi et parking).

## Galerie

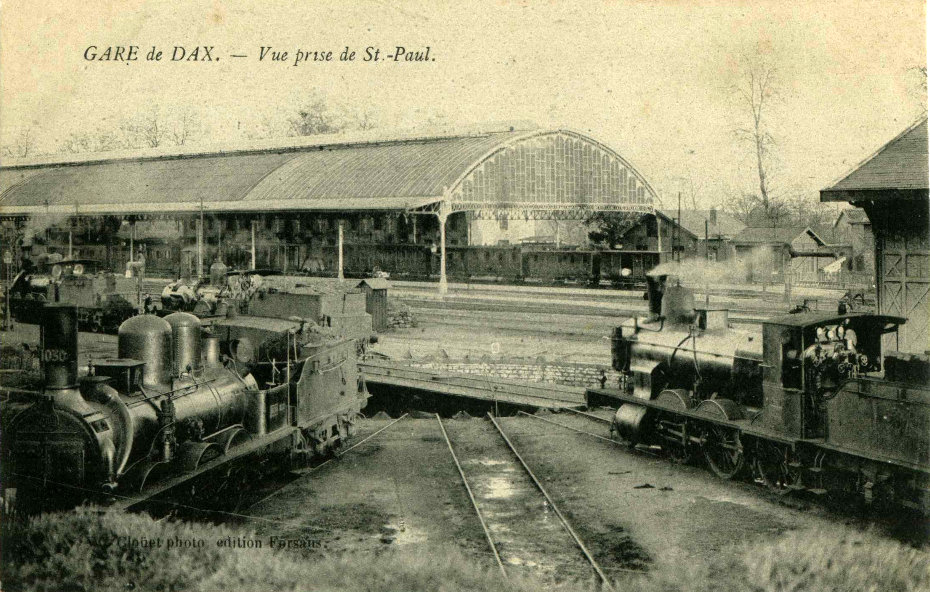
Vue de la gare depuis Saint-Paul-lès-Dax, en 1910.
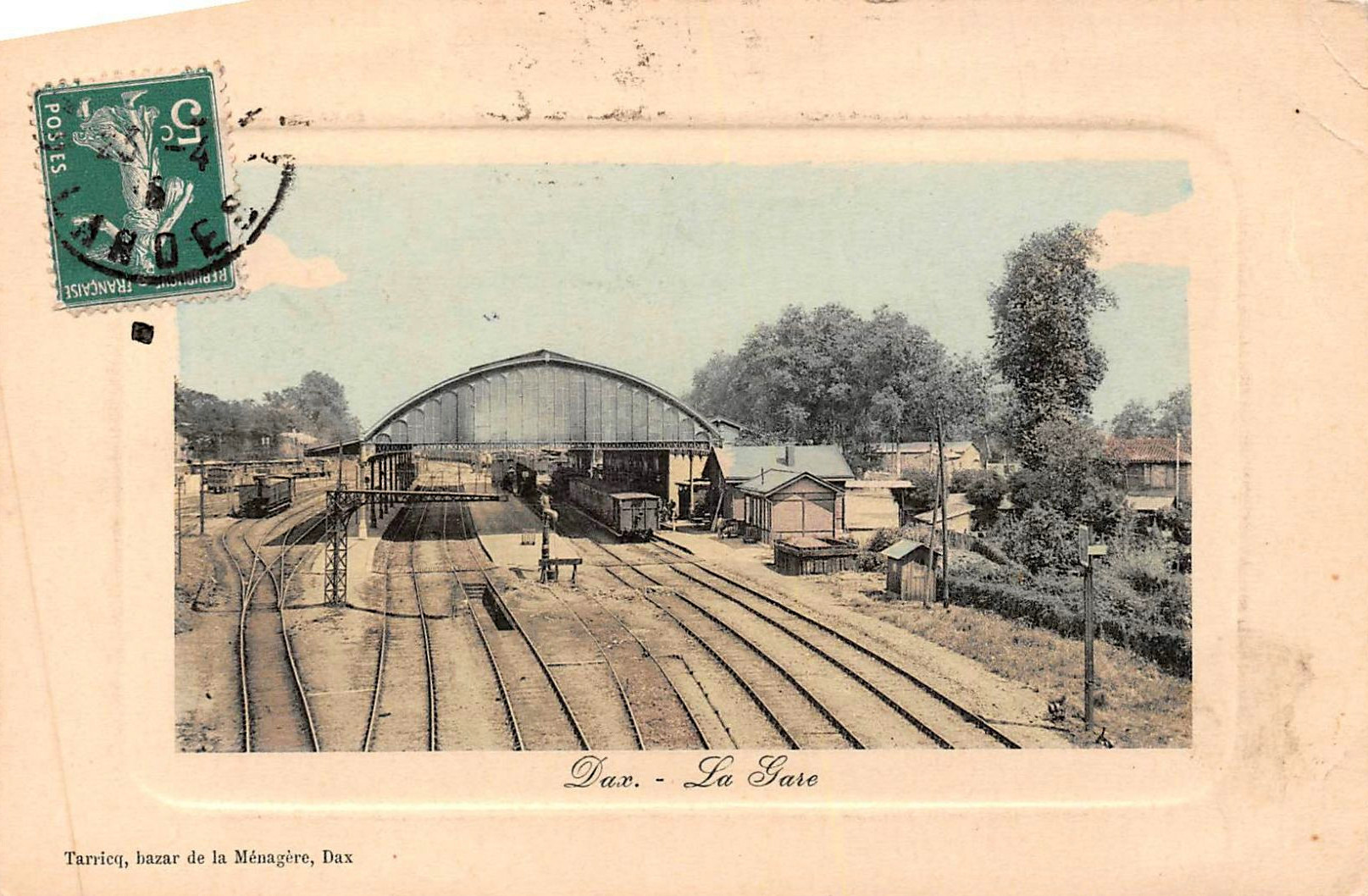
Les voies de la gare vers 1900-1920.
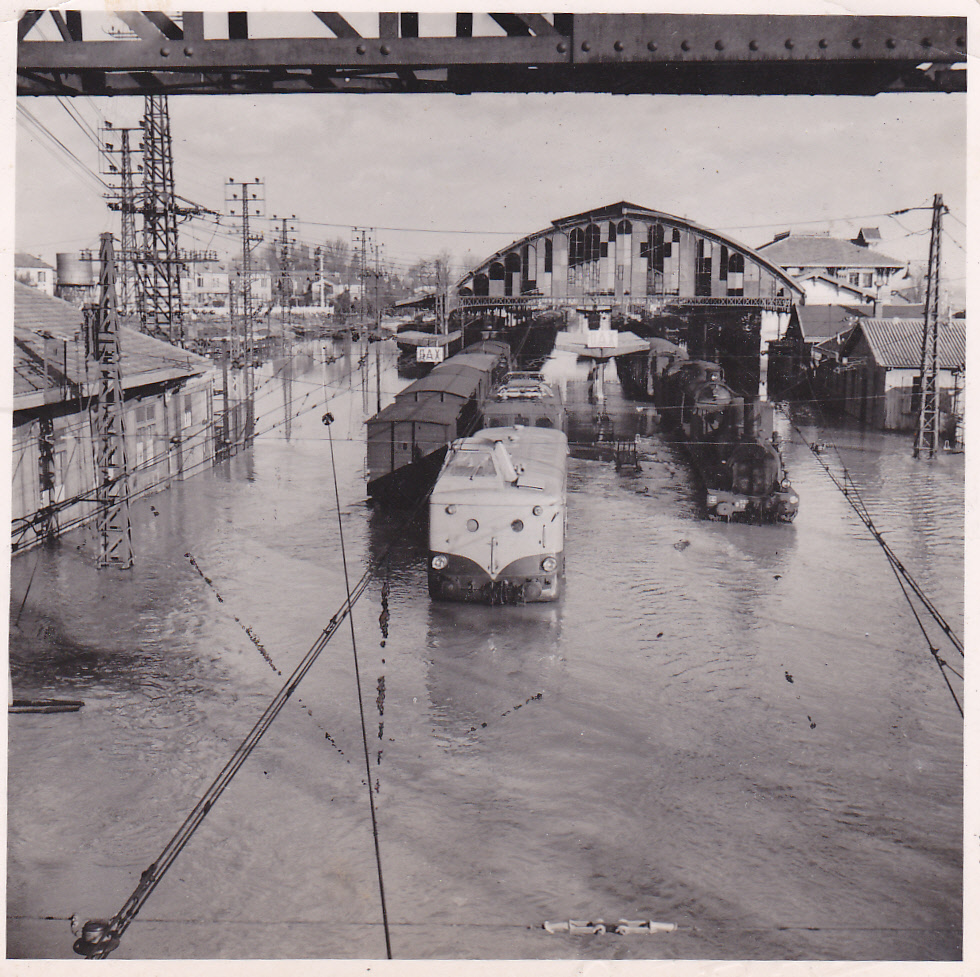
La gare inondée lors de la crue de l'Adour de 1952.
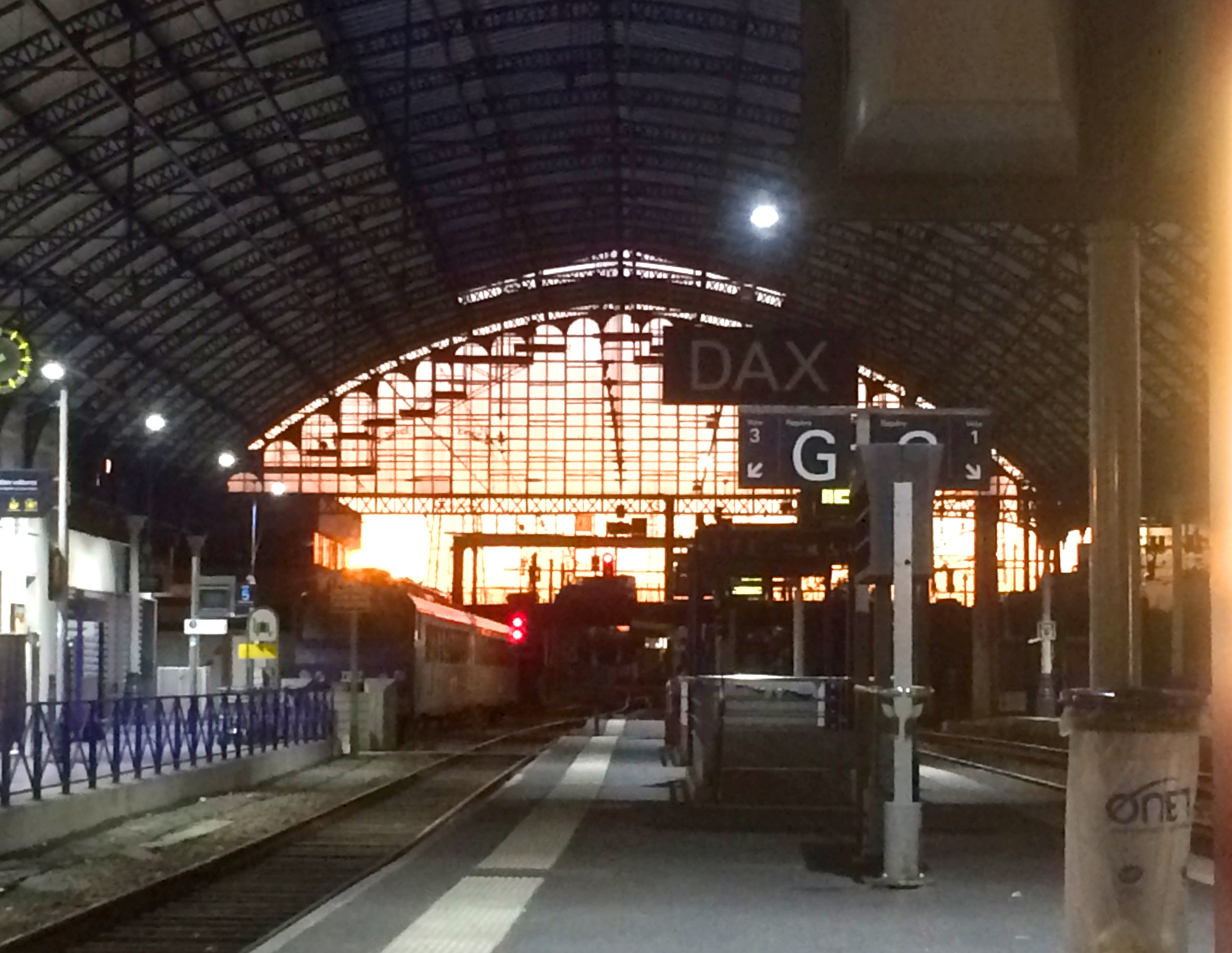
La gare au crépuscule en 2015.